# Wallichia
Wallichia es un género con 24 especies de plantas con flores perteneciente a la familia  de las palmeras (Arecaceae).  
El género se distribuye en la zona oriental del Himalaya y el sur de China.

## Taxonomía
El género fue descrito por William Roxburgh  y publicado en Plants of the Coast of Coromandel 3: 91. 1820.
Etimología
Wallichia: nombre genérico que fue nombrado por el agregado médico y botánico danés, Nathaniel Wallich (1786-1854) que fue empleado por la Compañía de las Indias Orientales, llegando a ser Superintendente de jardín de la Compañía en Calcuta.

## Especies seleccionadas
- Wallichia caryotoides
- Wallichia caudata
- Wallichia chinensis
- Wallichia densiflora
- Wallichia disticha
- Wallichia excelsa
- Wallichia triandra